# Привет, малыш!
«Привет, малыш!» — художественный фильм-драма Владимира Макеранца 2001 года.

## Сюжет
За воротами психушки оказался 40-летний мужчина с развитием 10-летнего ребёнка по прозвищу Малыш (Маклаков). В кармане у него билет на поезд, в руках чемодан. Но далеко уехать ему не удается. На вокзале при посадке на поезд он сразу же попадает в переделку и лишается чемодана. При этом ему ещё достается и от милиции. Двое подростков, брат и сестра — Кит и Алёнка, оставшиеся без родителей, живущие в стареньком заброшенном железнодорожном вагоне, пускают его к себе переночевать. Малыш искренне привязывается к ним и начинает принимать активное участие в их беспризорной жизни.

## В ролях
| Актёр             | Роль                             |
| ----------------- | -------------------------------- |
| Алексей Маклаков  | Иван Цезаревич Соломонов (Малыш) |
| Иван Краско       | Ардальон                         |
| Александр Фатюшин | Степаныч                         |
| Юрий Алексеев     | нищий                            |
| Константин Таран  | Кит                              |
| Марианна Лучинина | Алёнка                           |

- Каскадёры: Николай Павлов, Александр Соловьев, Геннадий Макоев

## Съёмки
Фильм снимали в Екатеринбурге.

## Критика
Это, пожалуй, первый художественный фильм, поднимающий острую, болезненную и животрепещущую проблему детей, брошенных обществом на произвол судьбы. Место действия вокзал, где налицо вся криминальная изнанка нашей повседневности, а Малыш единственный человек, болеющий за бездомных детей брата и сестру сам большой ребенок, своего рода Иванушка-дурачок, который в силу умственной отсталости (читай душевной чистоты) не верит в жестокость и подлость мира. Человек «не от мира сего» и двое беззащитных детей оказываются одни лицом к лицу с тотальным злом и неправдой! И только их душевная чистота, вера в добро и неприятие зла в любом обличье помогают им выстоять. Красив и вполне сказочен финал: дети и их друг Малыш, возвращаясь домой, бредут по заснеженному полю к маленькому городку с ясно различимыми очертаниями храма на горизонте.— Черно-белое кино, или, Ностальгия по настоящему / Екатерина Лесникова. — Банк культурной информации, 2005. — 182 с. — с. 15
В 2007 году в ходе опроса «Уральское кино за 10 лет», проведённого в рамках конференции Уральского отделения Союза кинематографистов России не тему современных кинофильмов уральского производства, фильм занял второе место после фильма «Первые на Луне» Алексея Федорченко..
По мнению журнала «Урал», «Привет, малыш!» — «умный и страстный фильм».

## Фестивали и награды
- В 2003 году фильм показан в специальной программе «Кино на защите прав ребенка» кинофестиваля «Сталкер»[4], был фильмом-отктытие фестиваля[5].
- Съёмочная группа стали лауреатами премии губернатора Свердловской области за выдающиеся достижения в области литературы и искусства (2001).